# Ortwin
Ortwin, auch in der Variante Wortwin, ist ein männlicher Vorname.

## Herkunft und Bedeutung
Der Name ist germanischen Ursprungs. Er leitet sich von ort („Speer“, „Schwert“, „Spitze“) und win („Freund“) ab, kann also etwa mit „Speerfreund“ übersetzt werden. Als mit Kraft, Kampf und Stärke assoziierter Name sollte er dem Neugeborenen diese Eigenschaften zusprechen.

## Namenstag
26. Juni oder 12. Oktober

## Namensträger

### Vornamen
- Ortwin Baier (* 1958), deutscher Politiker
- Ortwin Benninghoff (* 1946), deutscher Komponist
- Ortwin Buchbender (1938–2021), deutscher Historiker
- Ortwin Czarnowski (* 1940), deutscher Radrennfahrer
- Ortwin Dally (* 1969), deutscher Archäologe
- Ortwin De Wolf (* 1997), belgischer Fußballtorwart
- Ortwin Gamber (1925–2008), österreichischer Kunsthistoriker und Waffenkundler
- Ortwin Hennig (* 1950), deutscher Diplomat
- Ortwin von Hohenberch (etwa um 1140–1150 – vor 1211), Gründer der Stadt Bad Homburg vor der Höhe
- Ortwin Knorr (* 1966), deutscher Altphilologe
- Ortwin Lowack (* 1942), deutscher Politiker
- Ortwin Meier (1881–1941), deutscher Numismatiker
- Ortwin Michl (* 1942), deutscher Maler
- Ortwin Nimczik (* 1956), deutscher Musikdidaktiker
- Ortwin Passon (* 1962), deutscher Schwulen-, HIV/AIDS- und Bareback-Aktivist
- Ortwin Peithmann (* 1946), deutscher Ingenieur für Raumplanung
- Ortwin Pelc (* 1953), deutscher Historiker
- Ortwin Rave (1921–1992), deutscher Architekt
- Ortwin Renn (* 1951), deutscher Soziologe
- Ortwin Runde (* 1944), deutscher Politiker
- Ortwin Speer (1938–1995), deutscher Schauspieler und Synchronsprecher
- Ortwin Wohlrab (* 1953), deutscher Mathematiker und IT-Manager

### Nachnamen
- Maria Ortwin (1868-nach 1890), österreichische Theaterschauspielerin

## Sonstiges
- Der Name des Berges Ortler in Südtirol wird zuweilen von Ortwin abgeleitet.[4]